# Claudio Monteverdi
Claudio Monteverdi (tudi Monteverde), italijanski skladatelj, violist, orglar in pevec, * 15. maj 1567, Cremona, † 29. november 1643, Benetke.
Monteverdi je bil prvi veliki operni skladatelj in prvi je z orkestralnimi glasbili dosegel dramatičen učinek. Velja tudi za skladatelja, ki je pripeljal vokalni madrigal do popolnosti.

## Življenjepis in delo
Rodil se je 15. maja 1567 v zdravniški družini v Cremoni kot najstarejši med petimi brati. Glasbo je študiral od mladih nog naprej. Najprej pri Marc'Antoniu Ingegneri, zborovodji v stolnici v Cremoni. V zboru je tudi pel in se naučil brati glasbo na prvi pogled. S petnajstimi leti je izdal svojo prvo zbirko triglasnih motetov, ki ji je sledila knjiga štiriglasnih duhovnih madrigalov. Pri dvajsetih je objavil prvo zbirko petglasnih madrigalov. S triindvajsetimi leti je postal instrumentalist in pevec mantovskega vojvode Vincenza I. Gonzaga. Leta 1601 je bil imenovan za dvornega glasbenega mojstra.
Monteverdiju se je 20. maja 1599 izpolnila ljubezenska želja. Poročil se je namreč z dvorno pevko Claudio Cattaneo. Ta mu je rodila dva sinova, Francecsa (1601) in Massimiliana (1604) ter hčer Leonoro (1603).
Na željo vojvode je Monteverdi leta 1607 napisal opero Orfej, libreto je napisal Alessandro Striggio mlajši, in je nastarejša v celoti ohranjena opera na svetu. S to opero je Monteverdi ustvaril nov glasbeni stil - glasbena drama.
Kmalu je napisal še druge opere: Arianna, Ples nedostopnih in Andromeda, s katerimi je zaslovel po celotni Italiji. Istočasno je izdal še peto knjigo madrigalov, v kateri je vidno uporabljanje disonanc in solo-disonance.
Že kmalu po ženini smrti leta 1607 se je vrnil v Cremono ter do leta 1609 ni sodeloval z dvorom. Leta 1610 je napisal Mašo, ki jo je predstavil v Rimu papežu Pavlu V. ob njegovi posvetitvi. Nadejal se je službe v Rimu, vendar iz tega ni bilo nič.
Po smrti vojvode Vincenza I. Gonzaga 18. februarja 1612, je njegov naslednik sin Francisco, Monteverdija odpustil iz službe na dvoru. 29. julija se je Claudio Monteverdi, z bratom Cesarejem vrnil v Cremono v negotovih gospodarskih razmerah. 10. julija 1613 je umrl Giulio Cesare Martinengo, zborovodja v stolnici sv. Marka v Benetkah in tako je bil Monteverdi 19. avgusta imenovan za direktorja in dirigenta. Tukaj je ostal trideset let, vse do svoje smrti. Preuredil je orkester, dopolnil knjižnico in bil vsestransko spoštovan. V Mantovo je kasneje sicer poslal med drugim, še balet Tirsi in Cloride (1616) in opero Andromeda (1619-1620), ki pa veljata za izgubljeni. Leta 1625 je, ob obisku kralja Sigismunda III. Poljskega v Benetkah napisal glasbo za njegov zasebni koncert, decembra 1628 pa priložnostno glasbo ob poroki parmskega vojvode Edwarda Farnese in Margherite de' Medici.
V Benetkah je ustvaril še veliko sakralnih kompozicij - maš, motetov. Nove možnosti za preboj v svet prepoznavnosti je Monteverdi dobil, ko se je leta 1637 odprl beneški Teater San Cassian, prvo stalno operno gledališče na svetu. V poznih letih življenja je napisal še nekaj vojnih in ljubezenskih motetov, v katerih verjetno prvi v zgodovini uporablja tremolo in pizzicato pri godalih. Z Monteverdijevimi deli so tako godala postala temelj orkestra. Napisal je tudi pet opernih mojstrovin, med njimi Vrnitev Odiseja v domovino in Kronanje Popeje.
Umrl je 29. novembra 1643 v Benetkah. Za časa življenja je izdal osem zbirk madrigalov, eno zbirko pa so izdali po njegovi smrti. S svojimi deli je naredil prehod iz glasbene renesanse v barok. Njegovo največje delo pa so Večernice blažene Device (1610), ki predstavljajo eno največjih primerov duhovne glasbe.

## Dela

### Sakralna glasba
- 9 knjig madrigalov (od 1587 do 1651)
- Duhovni napevi (1582)
- Večernice blažene Device (1610) (orig. Vespro della Beata Vergine) - zbirka štirinajstih skladb
- Selva morale e spirituale (1641)
- Maša za štiri glasove in Psalmi (posthumno, 1650)

### Posvetna vokalna glasba
- Pesmi za tri glasove (1584)
- Petglasni madrigali v dveh tonih (prvi: 1587, drugi: 1590)
- Scherzi musicali za tri glasove (1607)

### Odrska dela
- Orfej (Favola d'Orfeo) (1607) - prolog in pet dejanj
- Ariadna (Arianna) (1608) - uprizorjena na poroki vojvode Francesca Gonzage z Margerito Savojsko
- Boj Tankreda in Klorinde (Il Comabattimento di Tancredi e Clorinda) - po besedilu Torquata Tassa, premiera v Palazzo Mocenigo v Benetkah leta 1624
- Odisejeva vrnitev (Ritorno d'Ulisse in patria) - glasbena drama, prolog in tri dejanja, libreto Giacomo Badoaro po Homerjevi Odiseji, premiera v Benetkah 1639-1640
- Kronanje Popeje (L'incoronazione di Popea) - prolog in tri dejanja, libreto Gian Francesco Busenello, premiera v Benetkah leta 1642-1643
- Tirsi in Cloride - balet, prvič izveden v Mantovi, Palazzo Ducale, v januarju 1616
- Volgendo il ciel - balet, prvič izvedeno na Dunaju leta 1636

## Glasbene datoteke
- Imate z zagonom datotek težave? Poskusite si pomagati s pomočjo za predstavnostno gradivo.

## Po njem se imenuje
Po njem se imenuje asteroid 5063 Monteverdi.